# リン酸塩
リン酸塩（リンさんえん、英語: phosphate）は、1個のリンと4個の酸素から構成される多原子イオンまたは基から形成される物質である。リン酸イオンは−3価の電荷を持ち、PO43−と書き表される。食品添加物としても使用される。
有機化学においては、リン酸のアルキル誘導体は有機リン酸化合物と呼称される。
リン酸塩は通常、元素のリンを含み、種々のリン酸鉱物（リン鉱）として見出される。一方、単体のリンやホスフィンなど低酸化状態のリン化合物は自然界では見ることができない（稀に隕石中に、ホスフィン類が見出される）。

## 化学

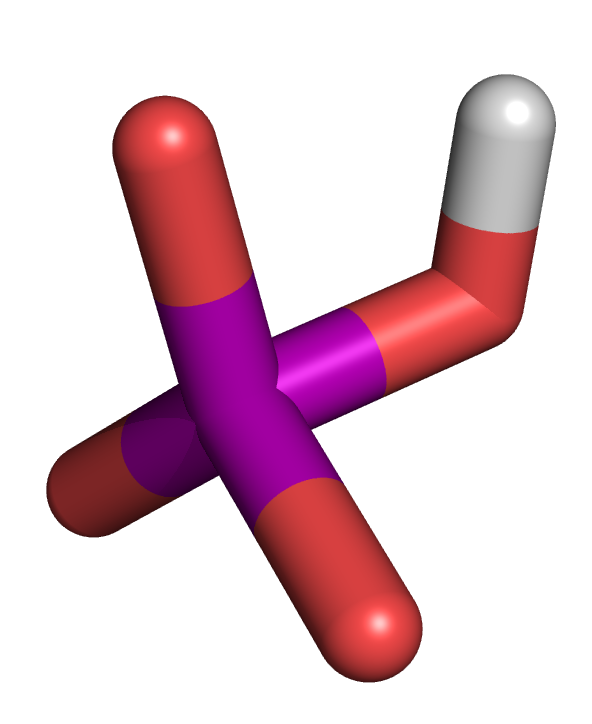
HPO_{4}^{2−} イオンのスティックモデル。紫: リン原子、赤: 酸素原子、白: 水素原子

水溶液を希釈してゆくと、リン酸塩は4つの解離状態を形成する。一般的には、強塩基性条件では、リン酸イオンは PO43− の状態で存在する。弱塩基性条件ではリン酸水素イオン HPO42− として、弱酸性条件ではリン酸二水素イオン H2PO4−、そして強酸性条件では遊離リン酸 H3PO4 (aq) として存在する。
リン酸塩は重合化したイオンとしても存在しうる。P2O74− は二リン酸 (diphosphate) またはピロリン酸 (pyrophosphate)、P3O105− は三リン酸 (triphosphate) というように呼称される。また種々のメタリン酸が多くの化合物として見出されるが、実験式では PO3− と表現される。

## 生化学
生体系においては、リン酸化合物はリン酸イオンやDNAやRNAを初めとしたいろいろなリン酸エステル体として見出される。一方、置換ホスフィンなど有機化学で利用されるようなリン化合物は自然界では見ることができない。
生化学の領域ではリン酸イオン溶液は無機リン酸と呼ばれ、ATPやDNAあるいはRNAとして結合しているものを指す。そして無機リン酸は記号 Pi で表される。無機リン酸はATPがADP、あるいはADPがAMPになる際にイオンが形成され放出される。他のヌクレオシド三リン酸やヌクレオシド二リン酸でも同様である。
生体では、リン酸イオンはピロリン酸塩と呼ばれる大きなイオンが加水分解して形成される。ピロリン酸は P2O74− の構造を持ち、PPi という記号で表される。
{\displaystyle {\ce {{P2O7{}^{4-}}+H2O->2HPO4{}^{2-}}}}
筋組織ではADPやATPあるいは他のヌクレオシド三リン酸やヌクレオシド二リン酸のリン酸結合はエネルギーの貯蔵体で、一般には高エネルギーリン酸として知られている。

## 環境科学・農業
生態学において、リンの化合物 (phosphate) は環境における重要な制御因子とみなされている。生物のエネルギー代謝に不可欠なATPやDNAは、リン酸を分子の一部に含むヌクレオチドからできており、生物の現存量（バイオマス）は環境中から得られるリン酸の量から大きく制約を受けている。生物の細胞の重要な構成元素としては他に炭素と窒素が重要であるが、炭素は光合成や化学合成によって、植物などの炭酸同化能力のある生物が大気中や水中の二酸化炭素から、窒素は窒素固定能力のある細菌が大気中の窒素からほぼ無尽蔵に生態系に存在するバイオマスに取り込むことができる。ところが、リンは土壌中や水中に存在する量が限られているし、溶存するリン酸塩として生物に利用しやすい形態で存在する量はさらに限られている。
海洋生態系において、海面は豊かな太陽エネルギーを受けているが、表層の海水は通常リン酸塩に乏しく生物生産性に乏しいことが多い。海水中からバイオマスに取り込まれたリンは生物の死とともに海底に沈むので、海水中のリンは海底に偏在する。炭酸同化の行われる表層（有光層）へリンが供給される道筋は、陸上からの流入と、海底からの湧昇など少数に限られ、こうした供給場所で顕著な生物生産が見られる。土壌中ではリン酸の存在量はそれほど多くないのに加えて、その多くが不溶性の化合物となっていることが多い。植物は土壌中のリン酸化合物をめぐる競争で菌や細菌といった微生物に対して劣勢であるのに加え、不溶性のリン酸化合物を吸収する能力もそれほど高くない。植物の根はしばしば菌と共生し、複合体である菌根を形成してリン酸塩の獲得を有利にしている。リン酸塩などの栄養塩類の獲得が極端に困難な環境に適応した植物として、生きた昆虫などから獲得するような進化を遂げた食虫植物が知られている。
生態系は多くの場合、限られたリン酸供給によって成立しているため、自然界にみられないような量のリン酸が供給されると、しばしば生態系の崩壊につながる。たとえば水界生態系に多量のリン酸が供給されると、特定の植物プランクトンが大量増殖し、赤潮やアオコの発生をみる。このとき大量増殖した藻類が水中の有機物を増加させて有機物汚濁の原因となったり、毒性のある藻類が増えることで、他の生物に悪影響を与えることとなる。
リン酸塩はしばしば洗剤の水質軟化剤として配合される。しかし、リン酸の水環境放出は生態系のバランスを壊す原因となるため、リン酸を含む合成洗剤の販売が規制される地域もある。
アメリカ合衆国では、1970年にミシガン湖に近接するシカゴ市で洗剤のリン酸塩含有量の規制が行われたほか、日本では、1979年に琵琶湖を有する滋賀県が条例で洗剤のリン酸塩含有量の規制を行った。
リン酸塩を体内で過剰に摂取するとカルシウムの吸収が阻害され骨粗しょう症にもなりかねない事例がある。このようなことを受けて一部のコンビニエンスストアチェーンでは、ハム･ソーセージを使った食品からリン酸塩を排除する取り組みを行っている。
農業において、リン（リン酸塩）は植物の主要栄養素であるため、肥料の成分の一つとして重要である。リン鉱石は地層のリン鉱床から採掘される。かつては単に粉砕されたままで肥料に利用されたが、今日では化学肥料の原料として利用される。通常は化学処理により過リン酸肥料、重過リン酸石灰、リン酸アンモニウム（燐安）の原料とされる。この処理により、リン酸の成分量が高められ、水溶性が向上するので植物がすばやく利用できるようになる。
肥料の分類は通常3つの数字で表される。最初は窒素成分の実効量で次がリン成分の実効量（P2O5 量として換算）そして最後がカリ成分の実効量（K2O 量として換算）である。例えば、10-10-10 肥料は上記3つの成分を10パーセントずつ含み残りは増量剤であることを意味する。

## 産出

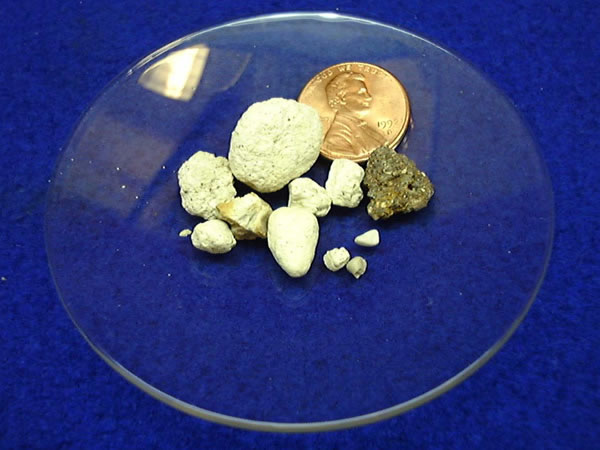
天然のリン酸塩の鉱物

鉱物学や地質学のリン鉱 (phosphate rock) はリン酸イオンを含む岩石である。
北アメリカには巨大なリン鉱が埋蔵されており、中央フロリダのボーンバレー地区、オハイオ州のソーダスプリングス、そして北カリフォルニア州の海岸で採掘されている。比較的小さな鉱床がテネシー州、ジョージア州にも存在する。小さな島国であるナウルには良質のリン鉱が大量に存在するが、採掘しつくされている。またモロッコでも大規模な工業的採掘が為されている。
過剰に追肥された農地からのリン成分の流出は、水環境のリン汚染を引き起こす。それはリン酸塩合成洗剤と同様に富栄養化（藻の大量発生）とその結果の魚や水生生物の酸素欠乏症による死を引き起こす。

## 過剰摂取と全身老化
ハーバード大学の研究でインスタント麺など多くの加工食品に含まれている無機リン酸塩を現代人は過剰摂取しており、その結果骨密度低下と皮膚筋肉の萎縮など全身老化が進行することがわかっている。なお、マウスを用いた実験ではリン酸値を正常にすれば進行は止まるという。
現行法規上は「リン酸」ないし「リン酸塩」と明示する必要がないため、知らず知らずのうちにリン酸塩を過剰摂取している可能性は高い。
新潟県燕市はリン酸塩の摂取量を減らすために、カップ麺をカップ焼きそば同様一度ゆで汁を捨てたり、袋のインスタント麺は、スープを別にしてゆで汁を捨てるなどの行動で減らすことを提唱している

## リン酸塩鉱物
鉱物学において、リン酸塩からなる鉱物をリン酸塩鉱物（りんさんえんこうぶつ、英語: phosphate mineral）という。燐灰石（Ca5(PO4)3(F,Cl,OH)）などがある。